# Omaha Open 1974
L'Omaha Open 1974 è stato un torneo di tennis giocato sul sintetico indoor. È stata la 3ª edizione del torneo, che fa parte del Commercial Union Assurance Grand Prix 1974. Si è giocato a Omaha negli Stati Uniti, dal 21 al 27 gennaio 1974.

## Campioni

### Singolare
Karl Meiler ha battuto in finale  Jimmy Connors con il punteggio di 6–3, 1–6, 6–1

### Doppio
Jürgen Fassbender /  Karl Meiler hanno battuto in finale  Ian Fletcher /  Kim Warwick con il punteggio di 6–2, 6–4